# Salvatore Baldassarre
Salvatore Baldassarre (Foggia, 22 settembre 1853 – Napoli, 8 settembre 1917) è stato un veterinario e zootecnico nonché professore universitario italiano.

## Biografia
Nacque a Foggia il 22 settembre del 1853 da Pietro, sarto di Deliceto e da Raffaela Totaro. Conseguì la laurea in Medicina Veterinaria con lode ad appena vent'anni, tanto da meritare il premio Gasperini. Nel 1879 dopo il compimento degli studi magistrali in zootecnia presso La Regia Scuola superiore di agricoltura di Portici iniziava la carriera accademica con la nomina ad assistente. Tre anni più tardi si trasferì a Parma in qualità di professore di ruolo presso la locale Regia Scuola Veterinaria dell'università. Dal 1882 al 1891 il percorso professionale si arricchì con la nomina a reggente direttore-capo della divisione zootecnica del Ministero di agricoltura, industria e commercio (Maic) e con la cattedra di zootecnia nella Regia Scuola veterinaria di Torino. Tornato successivamente a Portici, divenne direttore della Regia Scuola superiore di agricoltura e poi dal 1903 al 1913 direttore della Regia Scuola superiore di Veterinaria di Napoli. Per un anno (1904-1905) fu anche insegnante presso l'Università di Buenos Aires, dove ebbe modo di approfondire le conoscenze del vasto mondo zootecnico argentino.  Particolarmente legato alle sue origini pugliesi, si fece promotore della fondazione a Foggia del Deposito Cavalli Stalloni con annesso ippodromo, unica struttura del genere nell'area adriatica meridionale, ed ideatore dell'istituzione, sempre a Foggia, dell'Ovile Nazionale, sezione dell'Istituto di Zootecnica di Roma, appartenente al Ministero dell'Agricoltura e Foreste, ora Istituto Sperimentale per la Zootecnia, sede di Segezia. A Napoli, invece, ideò la Stazione sperimentale per le malattie infettive del bestiame rurale. Convinto assertore del metodo sperimentale, durante la sua carriera si interessò a numerose questioni di ambito zootecnico come quelle, ad esempio, relative alla gestazione, incrocio e meticciamento delle razze animali. La sua carriera fu altresì completata dai numerosi incarichi ricevuti, soprattutto dal Ministero dell'agricoltura, e dalla partecipazione in vari organismi. Fu, ad esempio, membro del Consiglio superiore di sanità, del Consiglio superiore dell'istruzione agraria e del Consiglio ippico. Fu anche socio dell'Accademia Pontaniana  e del Reale Istituto d'Incoraggiamento di Napoli. Si dimostrò infine valente scrittore e giornalista, collaborando con vari giornali tecnici e fondando periodici come "L'Agricoltura Meridionale" e il "Moderno zooiatro". Dopo la sua morte, avvenuta a Napoli l'8 settembre del 1917, la città di Foggia gli dedicò un'omonima piazza. Sempre in quegli anni, ad opera di Domenico Siniscalco Ceci, consigliere dell'Amministrazione Provinciale di Foggia, nacque la Stazione Sperimentale per la Lotta Contro le Malattie Infettive del Bestiame, ora Istituto zooprofilattico Sperimentale della Puglia e della Basilicata, che venne dedicata a Salvatore Baldassarre, illustre zootecnico foggiano.

## Opere
- Istruzioni sugli insetti nocivi agli animali domestici, Rivista della Società zoofila napoletana, n.4/5, 1876
- L'alimentazione intensiva nell'industria del bestiame, Milano, Tip. Giovanni Varisco fu Gius., 1889, SBN CUB0064437.
- Cenni storici e descrittivi delle razze bovine del Regno Unito, Milano, Tip. G. Bruno e C., 1891, SBN CUB0064436.
- Sull'uso della farina di carne come foraggio, Roma, Tip. Bertero, 1897
- L'incrociamento ed il meticciamento, Annali della R. Scuola Superiore di Agricoltura in Portici, 1899
- Elementi di anatomia e di fisiologia del bestiame rurale, Napoli, Eugenio Marghieri, 1902, SBN PUV0513685.
- La zootecnia nell'Argentina : studi e considerazioni, Napoli, Coop. tipografica, 1906
- L'incrociamento e il meticciamento delle razze suine Yorshire e Casertana, Annali della R. Scuola Superiore di Agricoltura in Portici, 1906
- La razza bovina ñata, La clinica veterinaria, 29, 1906
- Sulla necessita di fondare in Napoli una Stazione sperimentale di patologia e di profilassi delle malattie infettive degli animali, Atti del R. Istituto d'Incoraggiamento di Napoli, 6 ser., vol. 5, 1909
- La R. Scuola Superiore di Medicina Veterinaria di Napoli dalla sua origine ad oggi : 1795-1910, Napoli, Tip. Luigi Guerrera e Figli, 1911, SBN NAP0081967.
- Risposte ai libelli di Pietro Oreste , Napoli, Officina Cromotipografica Aldina, 1914, SBN PUV0587557.